# Antarctica: Empire of the Penguin
Antarctica: Empire of the Penguin was zowel een trackless darkride als simulator darkride in het Amerikaanse attractiepark SeaWorld Orlando. De darkride opende op 24 mei 2013 in het themagebied Sea of Ice en was in de geschiedenis van SeaWorld Orlando de grootste attractie ooit gebouwd. 
De attractie werd in maart 2020 gesloten vanwege de COVID-19-pandemie en vervangen door Penguin Trek, een lanceerachtbaan voor families.
De attractie bestond uit diverse onderdelen. Vanuit de wachtrij kregen bezoekers een voorshow in 3D te zien. Na de voorshow konden bezoekers ervoor kiezen om de chicken exit te nemen en de darkride over te slaan, zodat ze direct naar het pinguïnverblijf konden gaan. Bezoekers die wel de darkride wouden bezoeken konden kiezen uit twee soorten ritervaringen: mild of wild. De route die de voertuigen afleggen was precies hetzelfde, echter zit het verschil in de hoeveelheid (draai)bewegingen.
Tijdens de rit reden de voertuigen door een grottenstelsel langs diverse scènes die met Antarctica te maken hebben. In deze ruimtes waren diverse speciale effecten te vinden zoals 3D- en misteffecten. Aan het einde van de rit reden de voertuigen langs een pinguïnverblijf.
De voertuigen konden 360 graden om hun eigen as draaien en waren tevens een simulator, waardoor het voertuig enkele graden voor-, achter- en zijwaarts kon kantelen.

## Afbeeldingen

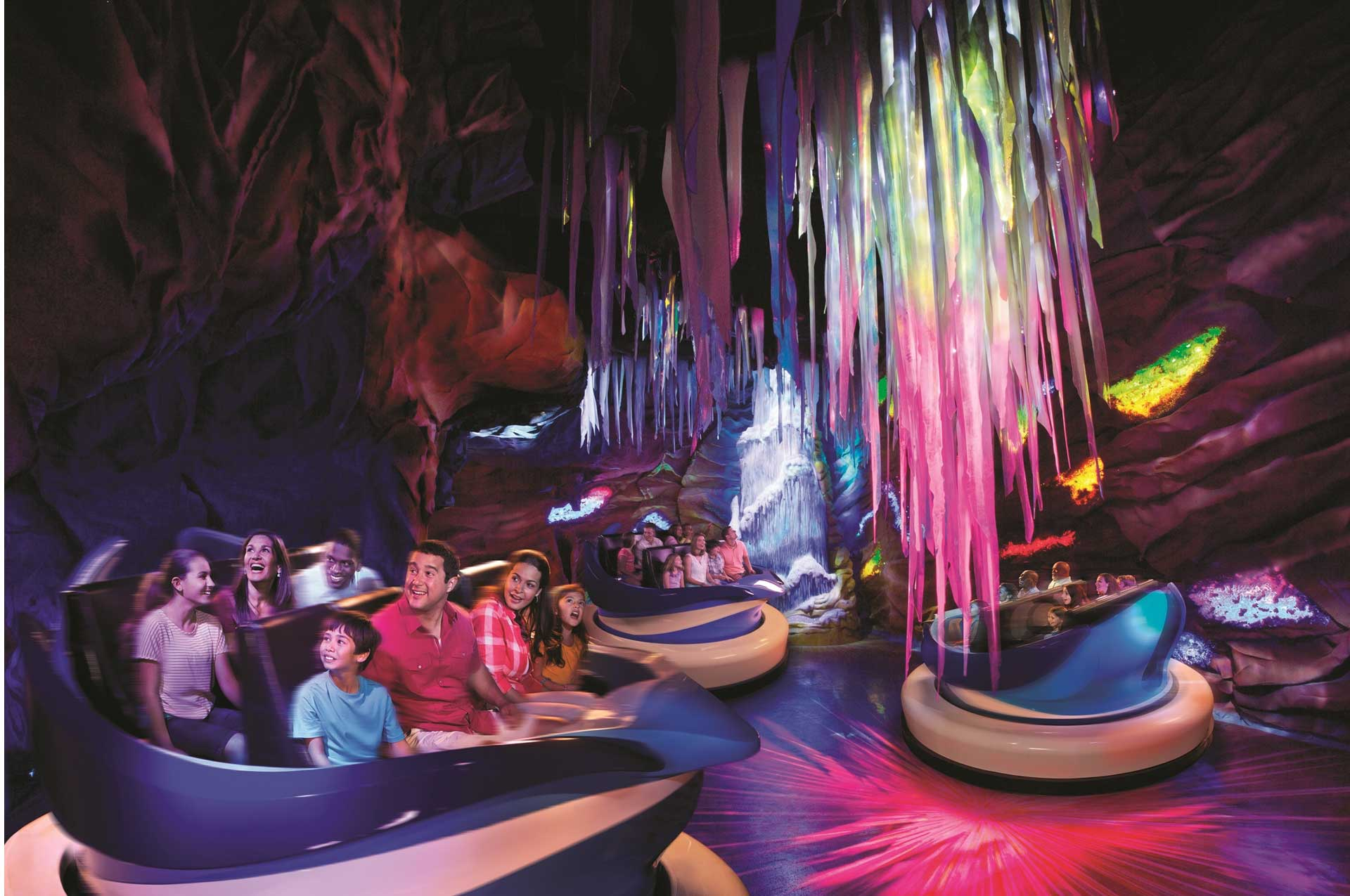
Gedurende de rit
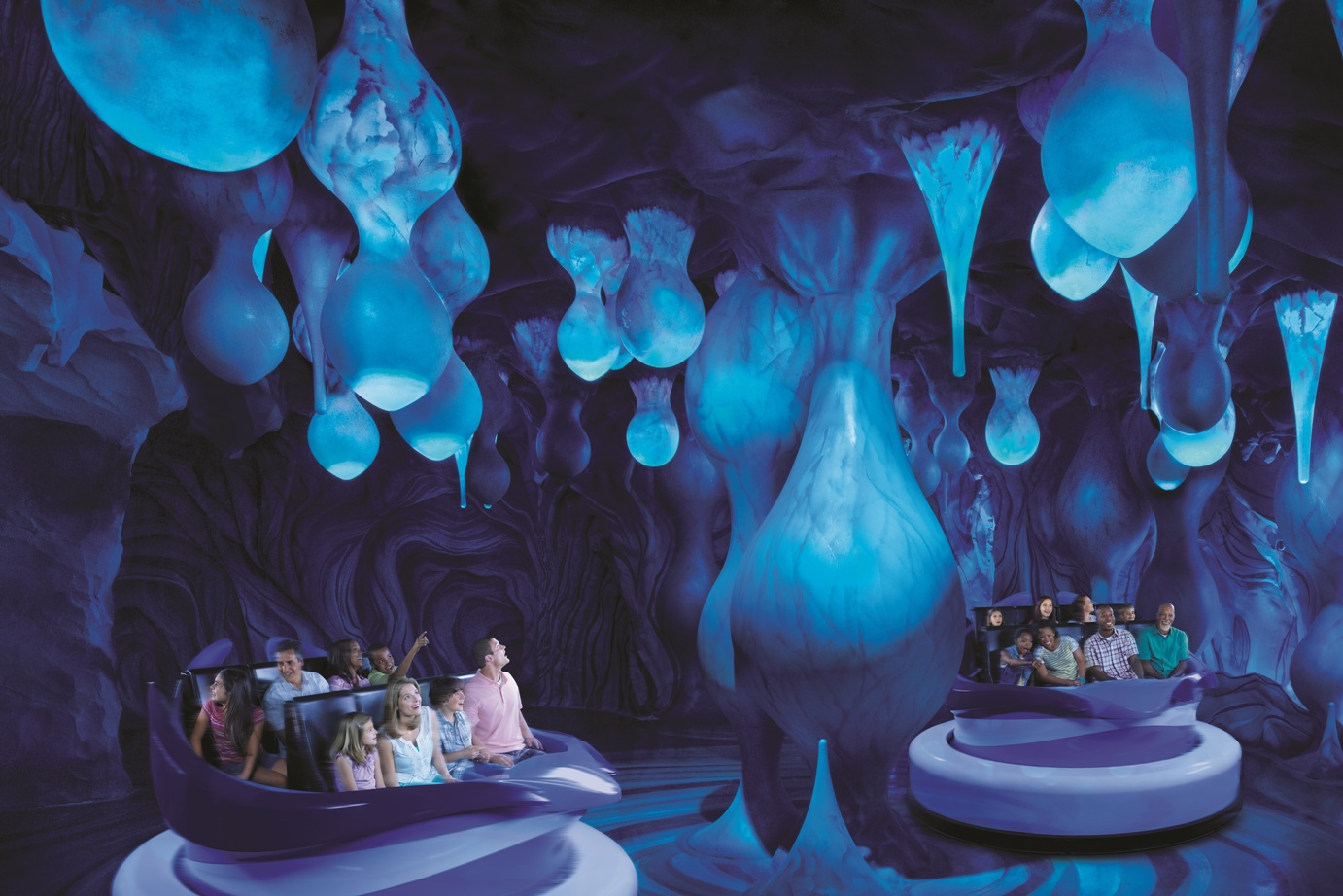
Gedurende de rit
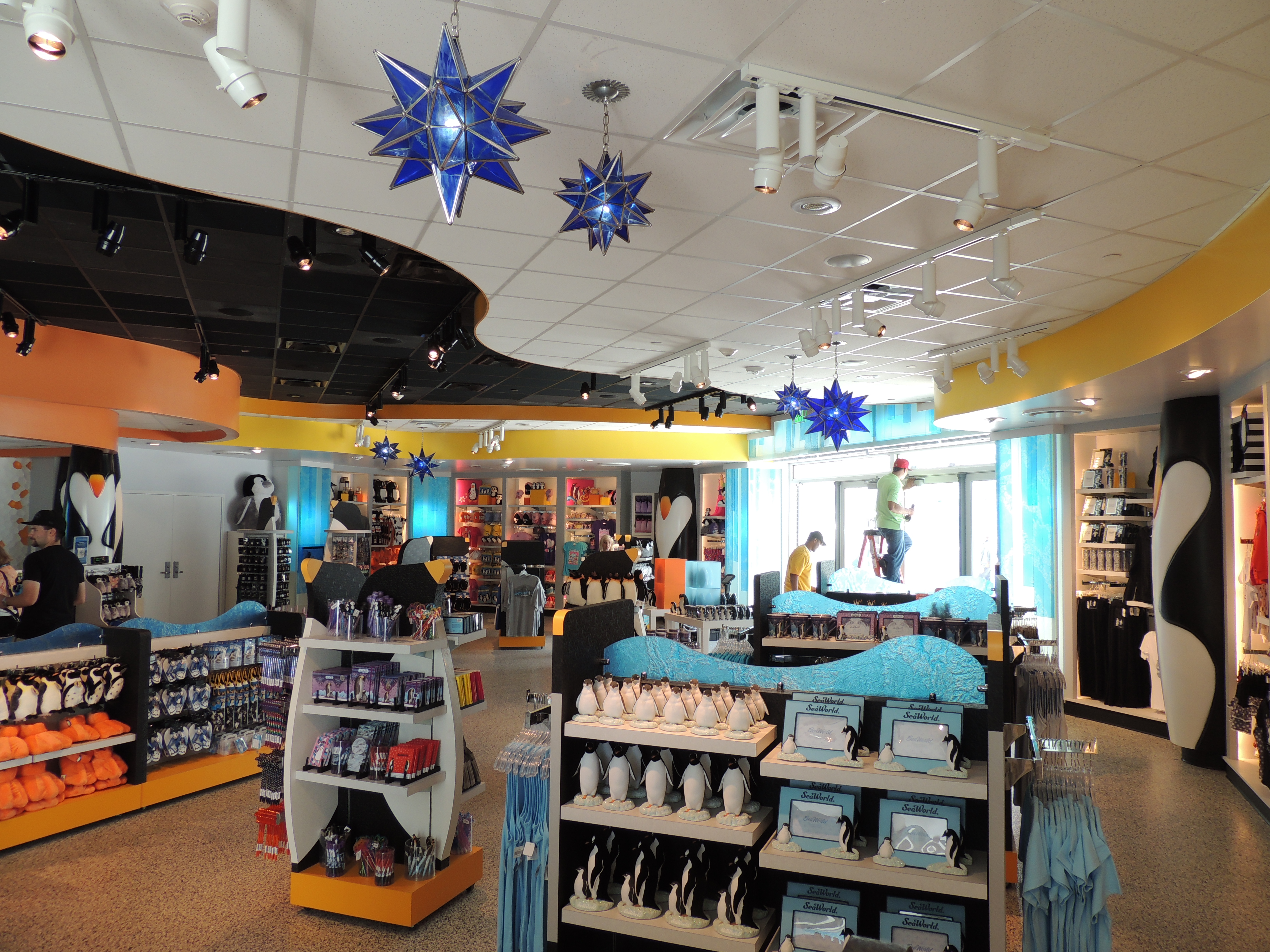
Souvenirwinkel bij de uitgang van de attractie.
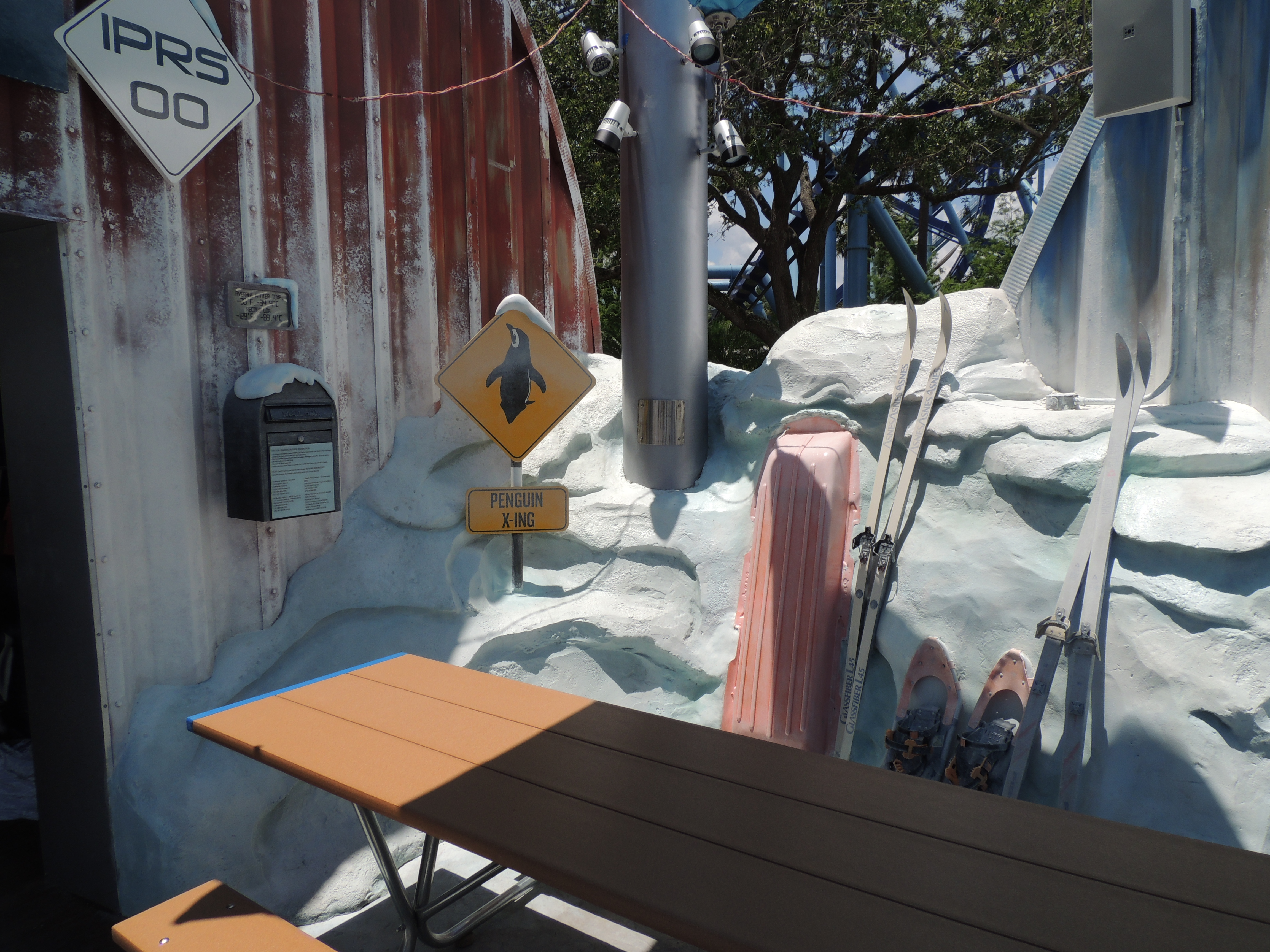
Decoratie in de wachtrij.
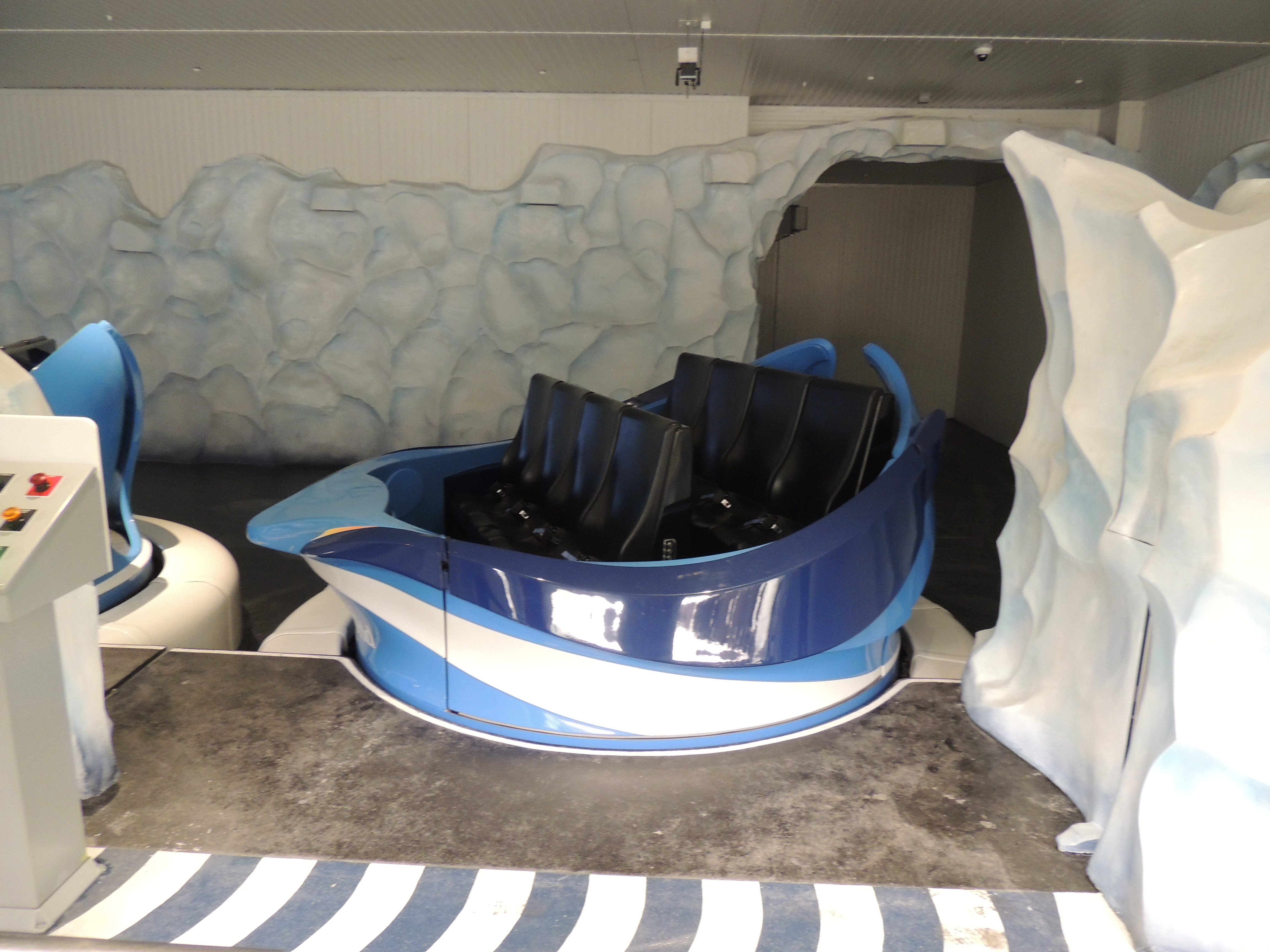
Een van de voertuigen in het station.